# Мансура (Луїзіана)
Мансура (англ. Mansura) — місто (англ. town) в США, в окрузі Авуаель штату Луїзіана. Населення — 1320 осіб (2020).

## Географія
Мансура розташована за координатами 31°4′0″ пн. ш. 92°3′9″ зх. д. / 31.06667° пн. ш. 92.05250° зх. д. (31.066529, -92.052423).  За даними Бюро перепису населення США в 2010 році місто мало площу 6,98 км², уся площа — суходіл. В 2017 році площа становила 7,39 км², уся площа — суходіл.

## Демографія
Згідно з переписом 2010 року, у місті мешкало 1419 осіб у 591 домогосподарстві у складі 343 родин. Густота населення становила 203 особи/км².  Було 669 помешкань (96/км²).
Расовий склад населення:
| - 56,7 % — чорних або афроамериканців - 37,6 % — білих - 1,7 % — корінних американців - 0,1 % — вихідців з тихоокеанських островів - 0,1 % — азіатів |

До двох чи більше рас належало 3,2 %. Частка іспаномовних становила 1,3 % від усіх жителів.
За віковим діапазоном населення розподілялося таким чином: 23,7 % — особи молодші 18 років, 55,1 % — особи у віці 18—64 років, 21,2 % — особи у віці 65 років та старші. Медіана віку мешканця становила 43,5 року. На 100 осіб жіночої статі у місті припадало 84,5 чоловіків;  на 100 жінок у віці від 18 років та старших — 79,4 чоловіків також старших 18 років.
Середній дохід на одне домашнє господарство  становив 33 436 доларів США (медіана — 23 322), а середній дохід на одну сім'ю — 42 872 долари (медіана — 30 395). Медіана доходів становила 44 219 доларів для чоловіків та 23 036 доларів для жінок. За межею бідності перебувало 33,6 % осіб, у тому числі 41,6 % дітей у віці до 18 років та 25,5 % осіб у віці 65 років та старших.
Цивільне працевлаштоване населення становило 483 особи. Основні галузі зайнятості: освіта, охорона здоров'я та соціальна допомога — 25,1 %, роздрібна торгівля — 18,0 %, мистецтво, розваги та відпочинок — 16,8 %.